# Horitzons perduts (pel·lícula de 1937)
Horitzons perduts (títol original el anglès: Lost Horizon) és una pel·lícula estatunidenca dirigida per Frank Capra, estrenada el 1937. El guió cinematogràfic de Robert Riskin es basa en la novel·la de 1933 Lost Horizon de James Hilton. Aquesta pel·lícula ha estat doblada al català. Se'n va fer un remake amb el mateix títol, dirigit per Charles Jarrott i estrenat el 1973.

## Argument
La Xina, 1935. Sota l'amenaça de les tropes japoneses, el diplomàtic anglès Robert Conway organitza l'evacuació dels seus conciutadans. Volant cap a Xangai, l'avió s'estavella a les muntanyes tibetanes. Conway i altres quatre supervivents són recollits a la vall de Xangri-La. Descobreixen un verdader paradís on regnen l'harmonia i la felicitat.

## Repartiment
- Ronald Colman: Robert Conway
- Jane Wyatt: Sondra
- Edward Everett Horton: Alexander P. Lovett
- John Howard: George Conway
- Thomas Mitchell: Henry Barnard
- Margo: Maria
- Isabel Jewell: Gloria Stone
- H.B. Warner: Chang
- Sam Jaffe: Gran Lama

I entre els actors que no surten als crèdits:
- Chef John Big Tree: Un portador
- Noble Johnson: Cap dels portadors

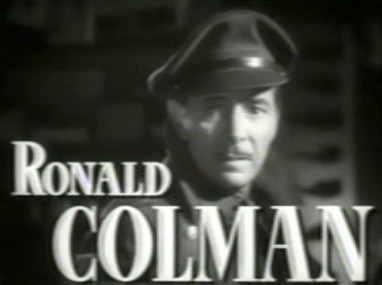
Ronald Colman (Robert Conway)
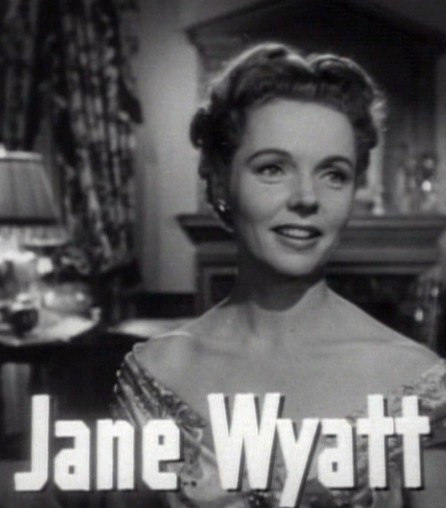
Jane Wyatt (Sondra Bizet)
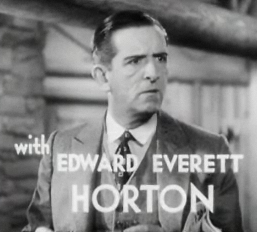
Edward Everett Horton (Alexander P. Lovett)
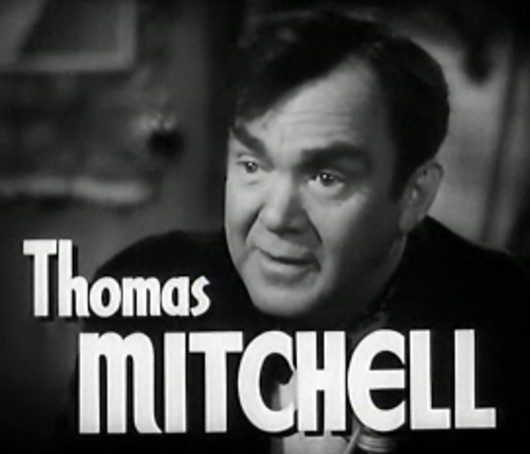
Thomas Mitchell (Henry Barnard)

## Premis i nominacions

### Premis
- 1938. Oscar a la millor direcció artística per Stephen Goosson.[2]
- 1938. Oscar al millor muntatge per Gene Havlick i Gene Milford.[3]

### Nominacions
- 1938. Oscar a la millor pel·lícula
- 1938. Oscar al millor actor secundari per H.B. Warner
- 1938. Oscar a la millor banda sonora
- 1938. Oscar al millor so per John P. Livadary

American Film Institute
- Top 100 de l'American Film Institute.[4]
- AFI's 100 anys de bandes sonores.[4]
- AFI's 100 anys... 100 pel·lícules (Edició 10è Aniversari)[4]
- AFI's 10 Top 10 – Secció Fantasia.[5]

## Al voltant de la pel·lícula
La pel·lícula va excedir el seu pressupost original amb més de 776.000 dòlars, i van caldre cinc anys per recuperar altra vegada el seu cost. La crisi financera seriosa creada per Columbia Pictures van espatllar l'associació entre Capra i el cap dels estudis Harry Cohn, així com l'amistat entre Capra i el guionista Riskin, que havien col·laborat prèviament a Lady for a Day, It Happened One Night, i Mr. Deeds Goes to Town.

## Reedicions i remakes
El 1942, la pel·lícula es va tornar a estrenar com a The Lost Horizon of Shangri-La. Un llarg discurs pronunciat per Robert Conway, en què es burla cínicament de la guerra i la diplomàcia, la qual s'havia esborrat a la versió inicial. Capra va sentir que la pel·lícula no tenia sentit sense l'escena, i en anys posteriors el crític de cinema Leslie Halliwell va descriure els 12 minuts que faltaven com a "vitals". Van ser restaurats anys després.
El 1952 es va estrenar una versió de la pel·lícula de 92 minuts. Pretenia minimitzar els trets de la utopia que suggeria els ideals comunistes, un punt sensible després que una guerra civil xinesa va provocar l'ascens del Partit Comunista de Mao Zedong en aquest país el 1949.
El 1973, l'AFI va iniciar una restauració de la pel·lícula. El projecte va ser dut a terme per l'UCLA Film and Television Archive, sota la supervisió de Robert Gitt i Columbia Pictures, la qual va trigar 13 anys a completar-se. Tot i que es van recuperar els 132 minuts de la banda sonora original, només es van poder trobar 125 minuts de pel·lícula, de manera que els set minuts d'imatge de la pel·lícula que faltaven es van substituir per una combinació de fotos publicitàries dels actors vestits durant el rodatge i fotogrames fixes que representaven les escenes desaparegudes.
També el 1973, Columbia Pictures va produir un remake musical: Horitzons perduts modernitzat dirigit per Charles Jarrott i protagonitzat per Peter Finch i Liv Ullmann. La pel·lícula comptava amb una partitura de Burt Bacharach i Hal David. Va ser alhora un desastre crític i financer. Va arribar al final d'una era de pel·lícules musicals cares marcada pel gran èxit, al seu torn, de Mary Poppins, My Fair Lady i The Sound of Music.